# Louis Riel
Vous lisez un « article de qualité » labellisé en 2006.
Pour les articles homonymes, voir Louis Riel (homonymie).
Louis Riel, né le 22 octobre 1844 et mort le 16 novembre 1885, est un homme politique canadien ayant également la citoyenneté américaine, chef du peuple métis dans les Prairies canadiennes et fondateur de la province du Manitoba.
Il a dirigé deux mouvements de résistance contre le gouvernement canadien dans le but de protéger les droits et la culture des Métis, alors que l'influence canadienne-anglaise se faisait de plus en plus sentir dans les Territoires du Nord-Ouest. Aujourd'hui, une maison lui est consacrée dans le Manitoba.
La première révolte est la rébellion de la rivière Rouge, de 1869 à 1870. Le gouvernement provisoire, établi par Louis Riel, négocie finalement l'entrée de la province du Manitoba dans la Confédération canadienne. Riel doit cependant s'exiler aux États-Unis en raison de l'exécution de Thomas Scott pendant ces événements. Durant cette période, il est élu à trois reprises à la Chambre des communes du Canada, bien qu'il n'ait jamais pu occuper son siège. C'est là qu'il commence à souffrir de troubles mentaux par intermittence, notamment d'illusions mystiques lui dictant qu'il était prophète de son peuple et le fondateur d'une nouvelle chrétienté. Cette conviction réapparaît plus tard dans sa vie et influence très probablement son action.
Louis Riel revient en 1884 dans l'actuelle Saskatchewan pour présenter les doléances du peuple métis au gouvernement du Canada. Cette résistance dégénère en affrontement armé connu sous le nom de rébellion du Nord-Ouest. Celle-ci est écrasée et se conclut par l'arrestation, le procès puis la pendaison de Riel pour trahison. À cause du fort capital de sympathie dont il jouissait au Québec, sa mort a eu des répercussions durables sur les relations entre le Québec et le Canada anglais.

## Premières années

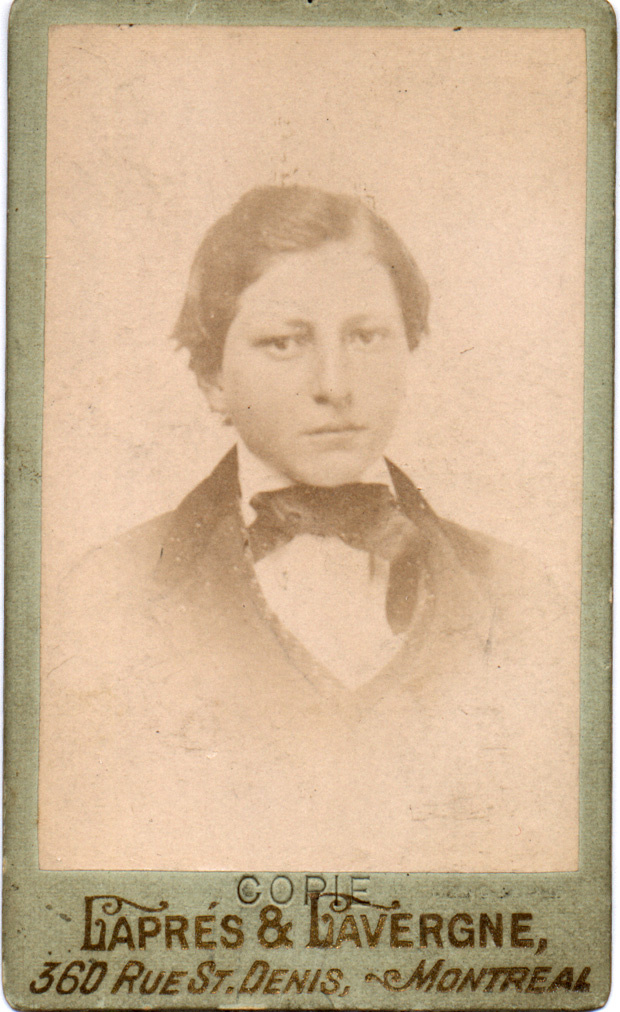
Louis Riel à 14 ans.

La colonie de la rivière Rouge est une communauté de la Terre de Rupert, celle-ci étant directement administrée par la Compagnie de la Baie d'Hudson (CBH) et essentiellement peuplée d'Autochtones et de Métis, groupe ethnique constitué d'un mélange de Cris, Assiniboines, Saulteaux, Canadiens français, Écossais et Anglais. Louis Riel, aîné de onze enfants, y naît en 1844 de Louis Riel (père) (1817-1864) et de Julie Lagimodière (1822-1906). Les parents de Julie sont Marie-Anne Gaboury et Jean-Baptiste Lagimodière, tous deux considérés comme des pionniers de l'Ouest canadien et des Prairies.
Son père accède au rang de notable au sein de la petite communauté francophone en organisant un groupe de soutien à Guillaume Sayer, Métis emprisonné pour avoir violé le monopole de la CBH en faisant le commerce avec les Américains. La libération de Sayer, sous la pression de Riel père, contribue à l'abrogation du monopole exercé par la Compagnie — le nom de Riel devint donc particulièrement connu dans la région. Sa mère est pour sa part la fille de deux des plus anciennes familles du territoire, arrivées dès la fondation de la colonie en 1812. Famille dévote, les Riel sont également très soudés.
Louis Riel (fils) suit tout d'abord les cours dispensés par les prêtres catholiques de Saint-Boniface dans le Manitoba. Remarqué par l'évêque Alexandre Taché, qui promeut l'accession à la prêtrise pour les jeunes Métis les plus prometteurs, il part pour le petit séminaire du Collège de Montréal, au Québec, dirigé par la Compagnie des prêtres de Saint-Sulpice. Les témoignages de cette époque laissent deviner un étudiant doué pour les langues, les sciences et la philosophie, mais de tempérament lunatique.
À l'annonce de la mort soudaine de son père en 1864, Riel se détache de sa vocation de prêtrise et quitte le collège en mars 1865. Il continue d'étudier quelque temps au couvent des sœurs grises, mais il est expulsé après plusieurs problèmes d'indiscipline. Il reste chez sa tante Lucie Riel à Montréal pendant quelques mois mais, appauvri par le décès de son père, il prend un emploi de clerc chez l'avocat Rodolphe Laflamme. C'est à cette même époque qu'il vit une mésaventure amoureuse avec une Montréalaise du nom de Julie Guernon : ayant signé un contrat de mariage, le couple doit faire face à l'opposition de la famille de la fiancée, qui rejette toute union avec un Métis ; le contrat est rompu. Que ce soit par dépit amoureux ou lassitude d'un poste juridique inintéressant, Louis quitte le Québec vers 1866 pour aller travailler à Chicago, vivant en compagnie du poète Louis-Honoré Fréchette, puis officie comme agent administratif à Saint Paul avant de retourner à la rivière Rouge le 26 juillet 1868.

## Rébellion de la rivière Rouge

### Situation

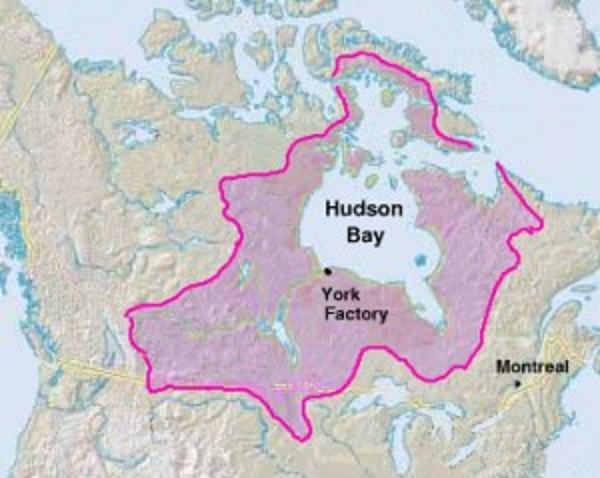
La Terre de Rupert.

La majeure partie de la population de la rivière Rouge est historiquement d'origine métisse et amérindienne. À son retour, Riel trouve des tensions religieuses, nationalistes et raciales exacerbées par l'arrivée de nouveaux colons anglophones protestants venus de l'Ontario voisin. La situation politique générale n'est également pas très bonne, les négociations pour le transfert de la souveraineté de la Terre de Rupert de la Compagnie de la Baie d'Hudson au Canada n'ayant pas abordé la question de la représentation politique. Enfin, et malgré les avertissements de l'évêque Taché et du gouverneur William Mactavish au gouvernement Macdonald, celui-ci demande un recensement et cadastrage du territoire : l'arrivée du colonel John Stoughton Dennis et de son équipe le 20 août 1869 augmente les tensions chez les Métis, beaucoup ne possédant aucun titre de propriété pour les terres qu'ils exploitent, terres qui de toute façon sont réparties selon le système seigneurial de la Nouvelle-France plutôt que selon le système britannique.

### Émergence de Riel comme chef
À la fin du mois d'août, Riel dénonce la menée de ce recensement, et le 11 octobre 1869, les travaux de Dennis sont interrompus par un groupe de Métis dont il fait partie. Ce groupe prend le 16 octobre le nom de Comité National Métis, avec Riel comme secrétaire et John Bruce comme président. Lorsque le Conseil d'Assiniboine (contrôlé par la Compagnie de le Baie d'Hudson) lui demande de s'expliquer, Riel déclare que toute tentative de prise de contrôle du territoire par le Canada serait rejetée tant qu'Ottawa n'en aurait pas d'abord négocié les termes avec les Métis. En dépit de cela, l'anglophone McDougall est nommé gouverneur général, et lorsqu'il tente de visiter la colonie le 2 novembre, il est repoussé à la frontière américaine. Le même jour, Louis Riel et un groupe de Métis s'emparent de Fort Garry sans coup férir. Le 6 novembre, Riel invite les anglophones à s'associer aux représentants métis pour définir un plan d'action, et le 1er décembre, il propose lors de cette convention une liste de droits essentiels à garantir pour que l'union avec le Canada soit acceptable. La majorité de la colonie accepte le point de vue métis, mais une minorité farouchement pro-canadienne commence à organiser son opposition ; coalition hétérogène nommée Parti canadien, ce groupe est dirigé par John Christian Schultz, Charles Mair, le colonel Dennis et le major Charles Boulton, réticent.
Dans une tentative de réaffirmer son autorité, McDougall autorise Dennis à lever un contingent d'hommes armés : cet appel aux armes reste largement ignoré des anglophones, mais Schultz réussit de son côté à mobiliser une cinquantaine de recrues, qui se retranchent dans sa maison et son magasin. Cernés par les hommes de Riel, les Canadiens se rendent rapidement et sont emprisonnés à Fort Garry.

### Gouvernement provisoire

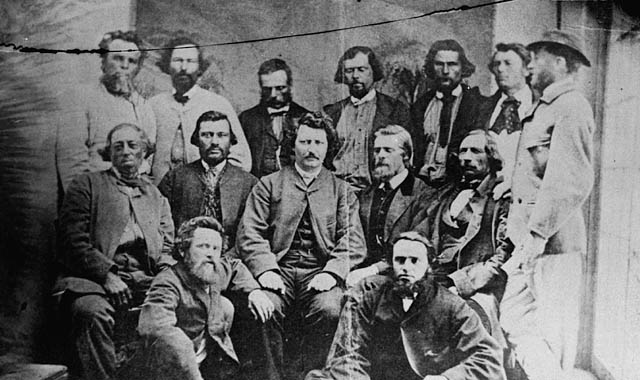
Le gouvernement provisoire métis (Riel au centre et Lépine en haut, 3e à partir de la droite).

À l'annonce de la rébellion, Ottawa envoie trois émissaires, dont le baron Donald Alexander Smith, représentant de la Compagnie de la Baie d'Hudson, à la colonie de la rivière Rouge. Alors qu'ils sont en chemin, le comité national Métis instaure un gouvernement provisoire le 8 décembre, Louis Riel en étant nommé président le 27 décembre. La délégation canadienne rencontre Riel les 5 et 6 janvier 1870, mais sans résultats. Smith décide alors de s'adresser directement aux colons et les assure, lors de réunions tenues les 19 et 20 janvier, de la bonne volonté du gouvernement dans cette affaire, menant Riel à proposer la formation d'une nouvelle convention, composée à parts égales de colons francophones et anglophones, pour discuter de l'offre de Smith. Entre-temps, le 8 janvier 1870, le gouvernement provisoire de Riel nomme Ambroise-Dydime Lépine, un des compagnons métis proche de Riel, adjudant général chargé de rendre la justice. Quelques semaines plus tard, Ambroise-Dydime Lépine est élu pour représenter Saint-Boniface au congrès de 40 délégués de la colonie. Il est ensuite nommé chef du conseil militaire, un sous-comité de ce congrès. Le 7 février, une nouvelle liste de droits est présentée à la délégation d'Ottawa, Smith et Riel s'accordant sur l'envoi d'émissaires auprès du gouvernement pour y commencer des négociations directes et basées sur ladite liste.

### La résistance canadienne et l'exécution de Scott

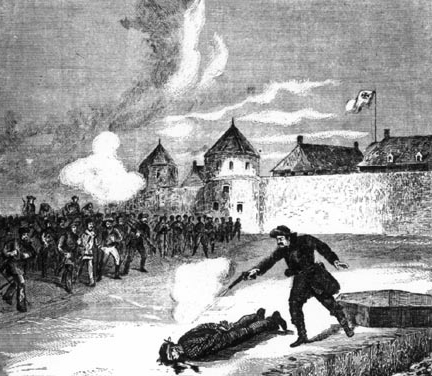
« La tragédie à Fort Garry ».

En dépit des progrès réalisés au niveau politique, les membres du Parti canadien continuent de s'organiser contre le gouvernement provisoire. Le 17 février, 48 de ses membres, dont Boulton et Thomas Scott, sont appréhendés près de Fort Garry.

Boulton est jugé par un tribunal mené par Ambroise-Dydime Lépine et condamné à mort pour complot contre le gouvernement provisoire. Il est immédiatement gracié, mais Scott interprète ce geste comme un aveu de faiblesse des Métis, qu'il méprise ouvertement. Après plusieurs altercations avec ses gardes, ces derniers demandent à ce qu'il soit jugé pour insubordination. Au terme de son procès, il est reconnu coupable de refus d'obéissance à l'autorité du gouvernement provisoire et il est condamné à mort. On demande à Riel de commuer la sentence, mais Donald Smith rapporte que Riel répondit à ses supplications : 

« J'ai fait trois bonnes actions depuis mes débuts : j'ai épargné Boulton à votre demande, j'ai pardonné à Gaddy, et maintenant je vais tuer Scott. »

Scott est fusillé le 4 mars 1870. Les raisons qui poussèrent Riel à autoriser cette exécution ont fait l'objet de nombreuses spéculations, mais sa propre justification était qu'il se devait de montrer aux Canadiens que les Métis devaient être pris au sérieux.
Selon l'historien Lyle Dick :
« Peut-être peu d’images ont joué un rôle aussi important dans l’édification de la nation à des moments critiques de l’histoire canadienne que la gravure de l’exécution de Thomas Scott publiée dans le Canadian Illustrated News en 1870. »

### Création du Manitoba et Expédition de Wolseley
Les représentants du gouvernement provisoire partent pour Ottawa en mars 1870. Bien que devant faire face à des difficultés légales du fait de l'exécution de Scott, ils sont rapidement en mesure de négocier directement avec Macdonald et George-Étienne Cartier. Un accord basé sur la plupart des demandes de la liste de droits est conclu, formant la base du texte d'admission de la nouvelle province du Manitoba dans la confédération canadienne le 12 mai 1870. Les émissaires métis ne peuvent cependant pas négocier une amnistie générale pour les membres de leur gouvernement provisoire.
Afin d'exercer la souveraineté canadienne sur la colonie et de décourager les expansionnistes américains, une expédition militaire canadienne, dirigée par le colonel Garnet Wolseley, est alors mandatée à la rivière Rouge. Bien que l'opération soit décrite par le gouvernement comme « de routine », Riel apprend que des éléments de la milice du Haut-Canada projettent de le lyncher. Il décide de fuir avant leur arrivée le 24 août, date qui marque la fin effective de la rébellion de la rivière Rouge.

## Les années d'exil

### L'amnistie
Le nouveau lieutenant-gouverneur Adams George Archibald arrive le 2 septembre 1870 et débute la mise en place d'un gouvernement civil pour la province. En l'absence d'amnistie, et voyant ses partisans agressés et intimidés par la milice canadienne, Riel s'enfuit de l'autre côté de la frontière, dans la mission Saint-Joseph du territoire du Dakota. Les élections de décembre 1870 voient nombre de ses alliés être élus ; cependant, le stress et les premiers symptômes de ses futurs problèmes psychiatriques l'empêchent de rejoindre le Manitoba avant mai 1871.

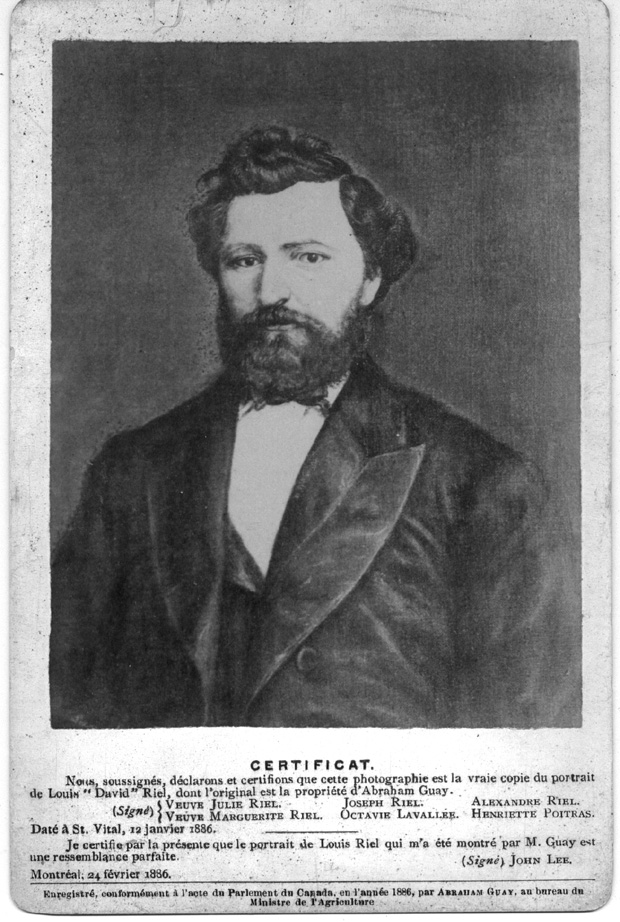
Louis Riel, v. 1886.

La colonie se trouve alors face à une nouvelle menace, venue cette fois des Fenians américains, menés par son ancien associé William Bernard O'Donoghue. Même si le danger est exagéré, Archibald proclame une mobilisation générale le 4 octobre 1871. Plusieurs compagnies de cavaliers, dont une menée par Riel, sont levées. À la revue des troupes, à Saint-Boniface, Archibald serre ostensiblement la main de Riel, indiquant par là qu'un rapprochement est en cours. Lorsque la nouvelle atteint l'Ontario, Mair et plusieurs membres du parti Canada First attisent les sentiments anti-Riel (et anti-Archibald) parmi les anglophones. Les élections générales de 1872 approchant, Macdonald ne peut se permettre un nouveau durcissement des relations entre le Québec et l'Ontario : il s'arrange donc pour que l'évêque Taché offre à Riel une prime de 1 000 $ pour que celui-ci s'exile volontairement. L'offre est augmentée de 600 £ par Smith pour subvenir aux besoins de la famille de Riel. En l'absence d'alternative, Riel accepte l'offre et arrive à Saint Paul le 2 mars 1872. Il revient cependant dès la fin juin, et décide de se porter candidat aux élections fédérales en tant que représentant du district de Provencher, pour se retirer début septembre en faveur de Georges-Étienne Cartier (un partisan de son amnistie), qui vient de perdre dans sa circonscription du Québec. Cartier gagne par acclamation, mais sa mort le 20 mai 1873 marque la fin des espoirs de Riel que la question de son amnistie soit rapidement résolue. Lors de l'élection partielle qui suit en octobre de la même année, Riel court sans adversaire alors qu'il a déjà quitté le pays — un mandat d'arrêt avait été lancé contre lui dès septembre. Moins chanceux, Lépine est arrêté et jugé. Se rendant à Montréal, et incertain quant aux menaces potentielles d'arrestation ou d'assassinat, Riel hésite à siéger à la Chambre des communes — Edward Blake, Premier ministre de l'Ontario, est allé jusqu'à promettre une récompense de 5 000 $ CA pour sa capture. Riel est donc le seul député canadien absent du grand débat sur le scandale du Pacifique de 1873 qui précipite la démission de Macdonald en novembre. Le libéral Alexander Mackenzie devient Premier ministre par intérim, gagne les élections de janvier 1874, et Riel conserve de son côté facilement son siège en tant qu'indépendant. La règle voulant qu'un registre soit formellement signé à la chambre par tout élu, Riel s'y rend et le paraphe incognito à la fin du mois de janvier. Il est tout de même démis de son siège à la suite d'une motion déposée par Schultz, devenu lui-même député du district de Lisgar. Riel est facilement réélu à l'élection partielle qui s'ensuit et, bien que démis à nouveau de sa députation, la symbolique de son geste est suffisante pour que l'opinion publique québécoise penche fortement de son côté[réf. nécessaire].

### Exil et fragilité mentale
Pendant ce temps, Riel s'installe à Plattsburgh, New York, dans le village francophone de Keeseville. C'est là qu'il apprend la condamnation à mort de Lépine après son procès pour le meurtre de Scott. La presse québécoise s'enflamme, et les appels à la clémence pour Lépine et Riel se multiplient. Mackenzie, politiquement coincé entre des demandes québécoises et ontariennes opposées, ne doit son salut qu'à l'intervention spontanée du gouverneur-général Lord Dufferin, qui commue la peine de Lépine en janvier 1875 : sur cette base, le Premier ministre obtient du Parlement une amnistie pour Riel, à charge pour celui-ci de rester en exil pendant cinq ans.
Cette période d'exil est pour lui dominée par des questions religieuses plutôt que politiques. Influencé par un prêtre catholique québécois de son entourage, il se convainc graduellement de son destin divin de leader des Métis. Ses biographes ont longtemps spéculé qu'il pourrait s'agir d'une condition psychopathologique proche du narcissisme. Quoi qu'il en soit, sa santé mentale décline et, à la suite d'une violente crise, il est emmené à Montréal pour être gardé par son oncle, John Lee. Après que Riel a perturbé la tenue d'un service religieux, Lee le fait interner à l'asile de Longue-Pointe le 6 mars 1876 sous une fausse identité (Robert Louis David). Craignant qu'il ne soit démasqué, ses docteurs le transfèrent peu après à Beauport, près de Québec, sous le nom de Louis Larochelle. Bien que sujet à des crises sporadiques, Riel continue ses écrits religieux, ses pamphlets théologiques mélangeant thématiques juives et chrétiennes. C'est ainsi qu'il commence à se faire appeler Louis David Riel, prophète du Nouveau Monde. Il n'en finit pas moins par se rétablir, et peut quitter l'asile le 23 janvier 1878. Il retourne quelque temps à Keeseville, où il a une aventure passionnée avec Evelina Martin dite Barnabé, sœur de son ami l'Oblat Fabien Barnabé. Faute de fonds, il ne peut l'épouser et s'en retourne vers l'Ouest, espérant qu'elle le suive. Elle préfère cependant rester dans son village plutôt que de tenter la vie dans la Prairie, ce qui met fin à leur liaison.

### Montana et vie de famille

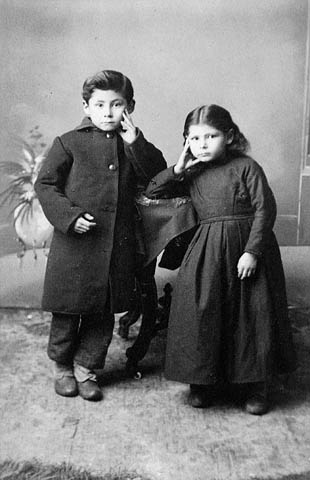
Jean-Louis et Marie-Angélique Riel, enfants de Louis Riel.

À l'automne 1878, Riel s'en retourne à Saint Paul pour revoir ses amis et sa famille. Cette période est riche en changements pour les Métis de la rivière Rouge — les bisons dont ils dépendaient se font plus rares, les colons de plus en plus présents, et nombreux sont ceux qui ont vendu leurs terres à des spéculateurs sans scrupules. À l'instar de nombreux Métis quittant le Manitoba, Louis Riel part vers l'ouest afin de prendre un nouveau départ : il devient commerçant et interprète dans la région de Fort Benton, dans le territoire du Montana. Il essaie même d'empêcher le commerce du whisky, dont il voit les effets dévastateurs sur les populations indienne et métisse. Il épouse Marguerite Monet dite Bellehumeur (1861-1886), une jeune Métis, le 28 avril, union formalisée le 9 mars 1882. Le couple a trois enfants : Jean-Louis (1882–1908), Marie-Angélique (1883-1897) et un garçon mort-né le 21 octobre 1885, soit moins d'un mois avant la propre mort de Riel.
Louis Riel prend rapidement parti dans la vie politique du Montana et, en 1882, mène campagne pour le Parti républicain. Il va jusqu'à poursuivre les Démocrates en justice pour fraude électorale, mais est lui-même accusé d'avoir fait voter des citoyens britanniques. Il réplique en demandant la naturalisation américaine, qui lui est accordée le 16 mars 1883. À partir de 1884, il devient enseignant à la mission jésuite du district de Sun River, dans le Montana.

## La rébellion du Nord-Ouest

### Tensions dans la Saskatchewan
Après la rébellion de la rivière Rouge, nombreux sont les Métis à s'installer plus à l'ouest, dans la vallée de la Saskatchewan, en particulier le long du bras sud de la rivière, à proximité de la mission Saint-Laurent (près de l'actuelle ville de Saint-Laurent de Grandin). Mais, dès le début des années 1880, il devient clair que l'émigration vers l'Ouest n'est pas la panacée aux problèmes des Métis et des Indiens des plaines. L'effondrement des stocks de bisons place les Cris et Pieds-Noirs (Blackfoot) au bord de la famine, situation exacerbée par la diminution de l'aide gouvernementale en 1883, ainsi que d'une manière générale par l'incapacité d'Ottawa à remplir ses obligations en vertu des traités existants. Abandonnant la chasse, les Métis se mettent à l'agriculture ; cette transition est cependant contrariée par les mêmes conflits sur la propriété des terres que ceux rencontrés dans le Manitoba. De plus, la pression migratoire des colons européens et canadiens se faisant plus forte, ceux-ci développent leurs propres griefs vis-à-vis de l'administration du territoire. Toutes les parties ont donc de sérieux motifs d'insatisfaction et, dès 1884, les communautés anglophone, anglo-métisse et métisse commencent à adresser leurs plaintes à un gouvernement central largement indifférent. Le 24 mars, une trentaine de représentants métis réunis dans le village de Batoche votent pour demander à Louis Riel de revenir représenter leur cause. Le 6 mai 1884, une « Union des colons », réunissant des délégués métis et anglophones de la ville de Prince Albert, décide d'envoyer une délégation officielle auprès de Riel pour que celui-ci les aide à présenter leurs doléances au gouvernement canadien.

### Le retour de Riel
Le chef de la délégation est Gabriel Dumont, un chasseur de bison respecté et chef des Métis de Saint-Laurent, qui a déjà rencontré Riel au Manitoba. Ce dernier est rapidement convaincu de rejoindre la cause métisse — réaction compréhensible, persuadé qu'il est de sa destinée en tant que chef métis et de son statut de prophète d'une nouvelle chrétienté. Un autre objectif probable de Riel est de profiter de toute nouvelle source d'influence pour résoudre ses propres problèmes fonciers au Manitoba.
Quoi qu'il en soit, le groupe part le 4 juin pour arriver à Batoche le 5 juillet 1884. À son arrivée, une série de discours prônant la modération et une approche raisonnée lui gagnent le soutien des populations métisse et anglophone. Les leaders cris Big Bear et Poundmaker ayant eux aussi formulé au cours du mois de juin diverses plaintes à transmettre au gouvernement, ils se réunissent peu après avec Riel pour discuter d'une démarche commune avec les colons. Mais, leurs demandes étant très différentes de celles de ces derniers, aucun accord n'est trouvé. Sur proposition de Riel, Honoré Jackson et d'autres délégués commencent à mettre leurs revendications par écrit et, le 28 juillet, produisent un programme détaillant les problèmes et les objectifs des colons. Dans les mois qui suivent, un comité mixte anglophones-Métis (avec Jackson comme secrétaire) travaille à aplanir les différences entre les propositions des communautés, alors même que le soutien à Riel commence à diminuer : la teneur de ses déclarations s'éloigne de plus en plus du catholicisme romain, et le clergé prend graduellement ses distances avec lui. Le père Alexis André va jusqu'à lui déconseiller officiellement de mélanger religion et politique. Enfin, la presse anglophone, en partie soudoyée par le lieutenant-gouverneur et commissaire aux affaires indiennes Edgar Dewdney, adopte une position de plus en plus critique vis-à-vis de Riel. Le travail de la délégation n'en continue pas moins et, le 16 décembre, Riel peut envoyer le texte du comité au gouvernement central, demandant en outre qu'une délégation puisse être accueillie à Ottawa pour entreprendre des négociations directes. Le texte est reçu par Joseph-Adolphe Chapleau, Secrétaire d'État du gouvernement Macdonald, bien que celui-ci niera plus tard l'avoir jamais lu.

### La rupture avec l'Église
En attente de nouvelles de la part d'Ottawa, Riel songe à retourner dans le Montana mais finit par se décider à rester. Limité dans ses possibilités d'action, il se tourne vers la prière de manière obsessionnelle, attitude liée à une rechute de ses troubles psychologiques et qui tend rapidement ses liens avec le clergé catholique, ses prêches confinant de plus en plus à l'hérésie. Le 11 février 1885, une réponse est enfin reçue : le gouvernement propose de recenser la population du Territoire du Nord-Ouest et de former une commission d'enquête pour étudier les différents problèmes rencontrés par les populations locales. Les Métis, interprétant ce geste comme une manœuvre dilatoire, accueillent mal la nouvelle : une faction se constitue rapidement qui prône la révolte armée. Cette option est cependant rejetée par l'Église, les anglophones et même les Métis regroupés autour de Charles Nolin. Mais Riel, sans doute de plus en plus sous l'emprise de ses visions messianiques, se rapproche de son côté des partisans d'une action violente. Le 15 mars, il interrompt une messe à l'église de Saint-Laurent pour y présenter ses arguments. Interdit de sacrements, il parle de plus en plus ouvertement de sa « révélation divine ». Désabusés par le statu quo ambiant et galvanisés par le charisme et l'éloquence de Riel, nombre de Métis lui restent cependant fidèles, ceci en dépit de sa demande que l'évêque Bourget soit nommé pape et de ses affirmations selon lesquelles « Rome est tombée ». Un des ecclésiastiques de Saint-Laurent rapporta plus tard :

« […] dans son étrange et inquiétante folie, [il] fascinait nos pauvres Métis comme le serpent fascine ses proies[réf. nécessaire]. »

### Révolte
Le 18 mars 1885, on apprend que la garnison de la Police montée du Nord-Ouest stationnée à Prince Albert va être renforcée. Même si seulement 100 hommes sont envoyés pour répondre aux demandes du père André et du surintendant du Territoire L.N.F. Crozier, la rumeur enfle et ce sont rapidement 500 hommes lourdement armés qui sont annoncés. À bout de patience, les hommes de Riel prennent les armes, s'emparent d'otages et coupent les liaisons télégraphiques entre Batoche et Prince Albert. Un gouvernement provisoire est nommé le 19 mars, avec Riel comme chef politique et spirituel et Dumont comme chef militaire. Riel nomme un conseil, appelé Exovedat (néologisme signifiant « ceux qui ont quitté le troupeau »), et envoie des émissaires auprès de Poundmaker et Big Bear. Le 21 mars, les représentants de Riel demandent la reddition de Fort Carlton, sans résultat. La situation devenue critique, Dewdney envoie le 23 mars un télégramme à Macdonald le pressant d'intervenir militairement. C'est à ce moment qu'une escarmouche entre un groupe mené par Gabriel Dumont et une patrouille venue de Fort Carlton éclate. La police est mise en déroute lors de cette bataille du lac aux Canards et, à l'annonce de celle-ci, les Indiens se soulèvent aux côtés des Métis : la rébellion du Nord-Ouest a commencé.

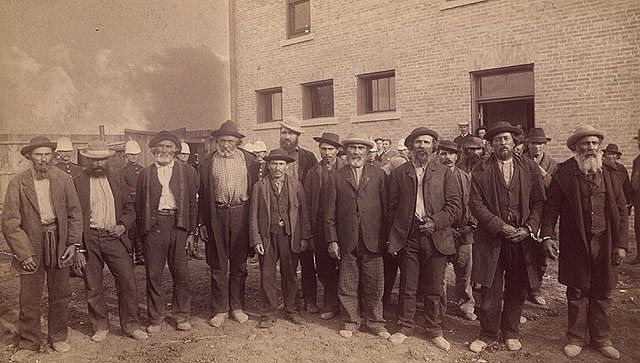
Prisonniers métis après la bataille de Batoche, 1885.

Riel parie sur l'incapacité du gouvernement central à répondre de manière effective à une révolte dans le lointain nord-ouest canadien, le forçant du coup à s'asseoir à la table des négociations. La même stratégie avait, de fait, fonctionné lors de la rébellion de 1870. Cependant, Riel, dans son calcul, néglige un aspect essentiel : en 1870, les premières troupes n'étaient pas arrivées avant 3 mois, alors que désormais elles peuvent profiter du réseau naissant du Canadien Pacifique. En dépit d'une liaison transcontinentale encore incomplète, les premières troupes régulières et de milice, sous le commandement du major général Frederick Dobson Middleton, arrivent à Duck Lake moins de 2 semaines après la prise du pouvoir par Riel. Conscient qu'il ne peut vaincre les Canadiens lors d'un affrontement direct, Dumont mise sur une longue et épuisante campagne de guérilla ; la bataille de la coulée des Tourond, le 24 avril, est dans cette optique un succès modeste mais réel. Riel insiste cependant pour que les forces rebelles soient concentrées autour de Batoche, « Ville de Dieu ». L'issue de la bataille de Batoche, qui s'ensuit du 9 au 12 mai, ne fait pas de doute, et le 15, c'est un Riel hagard qui se rend aux forces canadiennes. Bien que les forces de Big Bear résistent encore jusqu'à la bataille de Loon Lake le 13 juin, la rébellion est un échec complet pour les Indiens et les Métis, la plupart fuyant ou faisant acte de reddition.

## Le procès pour trahison

### Emprisonnement

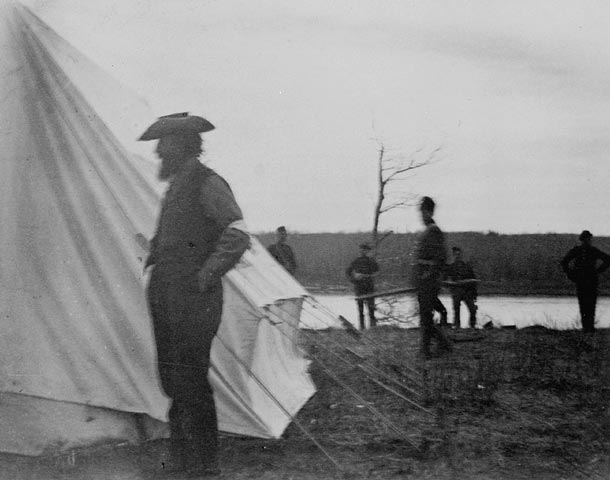
Louis Riel emprisonné à Batoche, 16 mai 1885.

Peu après sa reddition à la Police montée, Riel est interné au camp militaire canadien installé près de Batoche, où il passe neuf jours sous la garde du capitaine George Holmes Young, fils du révérend George Young, qui en 1870 avait plaidé pour la libération de Thomas Scott. Dès le 16, Adolphe-Philippe Caron, ministre de la milice canadienne, ordonne que Riel soit envoyé à Winnipeg pour y être jugé. Le convoi, voyageant par rail, a à peine atteint Moose Jaw qu'il est redirigé sur Regina, la capitale du Territoire du Nord-Ouest, toujours sur ordre de Caron. Young et Riel sont accompagnés d'une escorte de seize hommes en armes et d'un prêtre, Charles Bruce Pitblado.

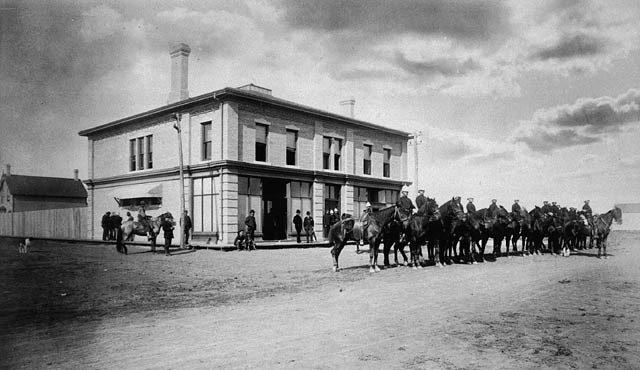
Le tribunal de Regina.

Des pressions en haut lieu poussent le gouvernement à organiser le procès à Winnipeg dès juillet 1885. Bien que plusieurs historiens argumentèrent que celui-ci se tint finalement à Regina par peur que ne se trouve à Winnipeg un jury trop mixte et indulgent envers le prévenu, l'historien Thomas Flanagan précise, qu'un amendement au North-West Territories Act (qui abandonne une clause imposant le jugement des crimes passibles de la peine capitale au Manitoba) permet simplement que le procès se tienne dans le territoire lui-même (où le crime avait eu lieu). Quoi qu'il en soit, le déplacement du procès est une bonne affaire pour le gouvernement : alors que le droit du Manitoba garantit la tenue du procès devant un juge indépendant, la loi territoriale ne requiert que la présence d'un magistrat professionnel, c'est-à-dire un simple fonctionnaire d'État nommé suivant le bon vouloir du gouvernement fédéral. De plus, un procès au Manitoba aurait requis un jury de 12 hommes et l'assurance du bilinguisme, alors que dans le Territoire du Nord-Ouest, seule la présence de six jurés est demandée, aucune garantie quant à la protection des francophones n'étant spécifiquement prévue.
Le 23 mai 1885, Riel arrive enfin à la prison de Regina, où il est enchaîné à un boulet et enfermé pendant près de deux mois dans une cellule d'à peine 3 m2 avant de pouvoir rencontrer ses avocats, le 1er juillet. L'inculpation de trahison ne lui est pas formellement notifiée avant le 6 juillet. Le 14, Riel rencontre François-Xavier Lemieux et Charles Fitzpatrick, deux jeunes avocats québécois envoyés par l'Association nationale pour la défense des prisonniers métis, un organisme québécois, ainsi que Thomas Cooke Johnstone, avocat ontarien récemment établi à Regina.

### Le procès

Les 6 jurés du procès de Louis Riel.

Le Premier ministre John A. Macdonald avait donc tranché en faveur de Regina, où Riel serait jugé par un jury composé de six protestants anglais et écossais, tous de la région. Sur les 36 personnes appelées pour assurer la charge de juré, une seule s'avère parler le français — et elle ne peut de toute façon se présenter à l'audience. Le seul catholique (un Irlandais) est contesté, et exclu, par l'accusation sous prétexte qu'il n'est pas d'ascendance britannique. Le procès débute le 28 juillet 1885 et ne dure que cinq jours.
Riel est inculpé pour six nouveaux actes de trahison le 20 juillet. Ces six inculpations ne sont, de fait, que trois accusations répétées, une fois à l'encontre d'un sujet de la Reine, et une fois à l'encontre d'un étranger (Riel étant considéré américain).  Les conseillers du prévenu contestent immédiatement le for, mais cette requête est rejetée. Riel plaide alors non coupable à toutes les accusations, et ses avocats demandent un délai supplémentaire pour acheminer des témoins. Cela leur est accordé, et le procès commence le 28 juillet 1885.
Les représentants de la Couronne comptent parmi les avocats les plus brillants du Dominion : Christopher Robinson, Britton Bath Osler, George Burbidge, David Lynch Scott, et Thomas Chase-Casgrain, ce dernier étant le seul francophone du groupe. Neuf témoins à charge sont appelés : Général Frederick Middleton, Dr John Willoughby, Thomas McKay, George Ness, George Kerr, John W. Astley, Thomas E. Jackson, Dr A. Jukes, et le cousin de Riel, Charles Nolin. Les contre-interrogatoires menés par la défense tentent de démontrer la fragilité mentale de Riel, mais sans succès. Le 30 juillet, cette tentative a sa chance, la défense produisant cinq témoins à décharge : Dr François Roy de l'asile psychiatrique de Beauport, Dr Daniel Clark de l'asile de Toronto, Philippe Garnot, qui fut secrétaire de Riel pendant quelque temps, ainsi que les prêtres Alexis André et Vital Fourmond, qui tous témoignent de la démence de Riel sans pour autant se montrer compréhensifs ou présenter quelque circonstance atténuante. La plaidoirie de la défense ne dure qu'une journée.
Riel donne deux longs discours devant la Cour, défendant ses actes et affirmant les droits des Métis. Rejetant la tentative de son avocat de le présenter comme mentalement irresponsable, il déclare :

« La vie, sans la dignité de l'intelligence, ne vaut pas d'être vécue. »

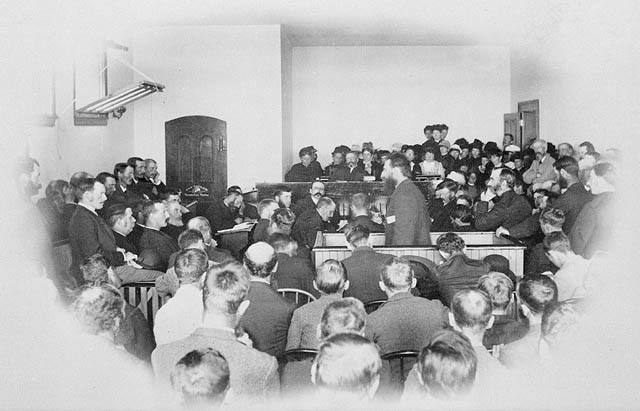
Louis Riel à son procès.

Le jury le reconnaît coupable le 31 juillet, après seulement une demi-heure de délibérations, mais demande la clémence. Le juge Richardson, qui préside aux débats, le condamne pourtant à mort, la date de son exécution étant initialement fixée au 18 septembre 1885. Cinquante ans plus tard, un des jurés déclarera que Riel fut jugé pour trahison et pendu pour le meurtre de Thomas Scott.
L'issue du procès est autant celle décidée par le gouvernement que celle issue du conflit entre l'accusé et sa défense. Riel avait demandé à mener le contre-interrogatoire des témoins à charge, ce que ses avocats lui refusèrent. De même, Riel contesta la nomination de ceux-ci (tous catholiques et francophones), ne voulant pas que son procès soit celui des anglophones contre les francophones. Les conseillers de Riel ne suivant manifestement pas ses instructions (ils menacèrent même de l'abandonner en plein milieu des audiences), l'on peut se demander de même sur quels ordres ils agissaient.

### Exécution
| |  |  |
| Manuscrit : Dernières volontés de Louis Riel à propos de l'enterrement de son corps et la publication de ses écrits, 1885. |  |  |

Riel se réconcilie avec l'Église catholique juste avant son exécution, allant jusqu'à choisir le Père André comme conseiller spirituel. Boulton écrivit dans ses mémoires qu'à l'approche de son exécution, Riel commença à regretter son opposition à ce que son avocat plaide la folie et tenta vainement de prouver qu'il était bel et bien fou. Le gouvernement Macdonald est inondé de lettres de Québécois catholiques voyant en Riel l'exemple de la minorité francophone opprimée par les anglophones protestants. Le Premier ministre, Sir John A. Macdonald, qui empêcha que la peine de Riel fut commuée ou rejugée, aurait dit : « Il sera pendu, même si tous les chiens du Québec aboient en sa faveur »,. Après que plusieurs demandes pour qu'un nouveau procès eut lieu et qu'un appel auprès du Conseil privé de la Reine pour le Canada eut été rejeté, Riel est pendu pour trahison le 16 novembre 1885.
Boulton, témoin direct, écrivit :

« […] Père André, après avoir expliqué à Riel que la fin était proche, lui demanda s'il était en paix avec les hommes. Riel répondit « Oui ». « Pardonnez-vous tous vos ennemis ? » « Oui. » Riel lui demanda alors s'il pouvait parler. Père André lui recommanda de ne pas le faire. Il reçut alors le baiser de la paix de la part des deux prêtres, et Père André lui dit [en français] « Alors, allez au ciel ! ». […] La capuche lui fut mise sur la tête, et la trappe ouverte sous ses pieds alors qu'il priait. La mort fut instantanée. Le pouls cessa de battre 4 minutes plus tard. Une tombe était en train d'être creusée pour y enterrer le corps quand, sur ordre du Lieutenant-Gouverneur celui-ci fut remis au sheriff Chapleau ce qui fut fait la nuit-même. »

Son corps est transféré chez sa mère, à Saint-Vital, Manitoba, pour y être exposé deux jours dans la maison familiale. Le 12 décembre, Riel est enterré dans le cimetière de la cathédrale de Saint-Boniface après une messe de requiem, son corps reposant près des tombes d'Ambroise-Dydime Lépine, compagnon métis de Louis Riel.

## Héritage

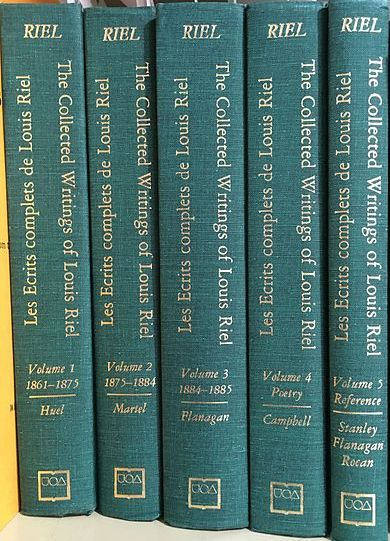
Les Écrits complets de Louis Riel.

### Héritage politique

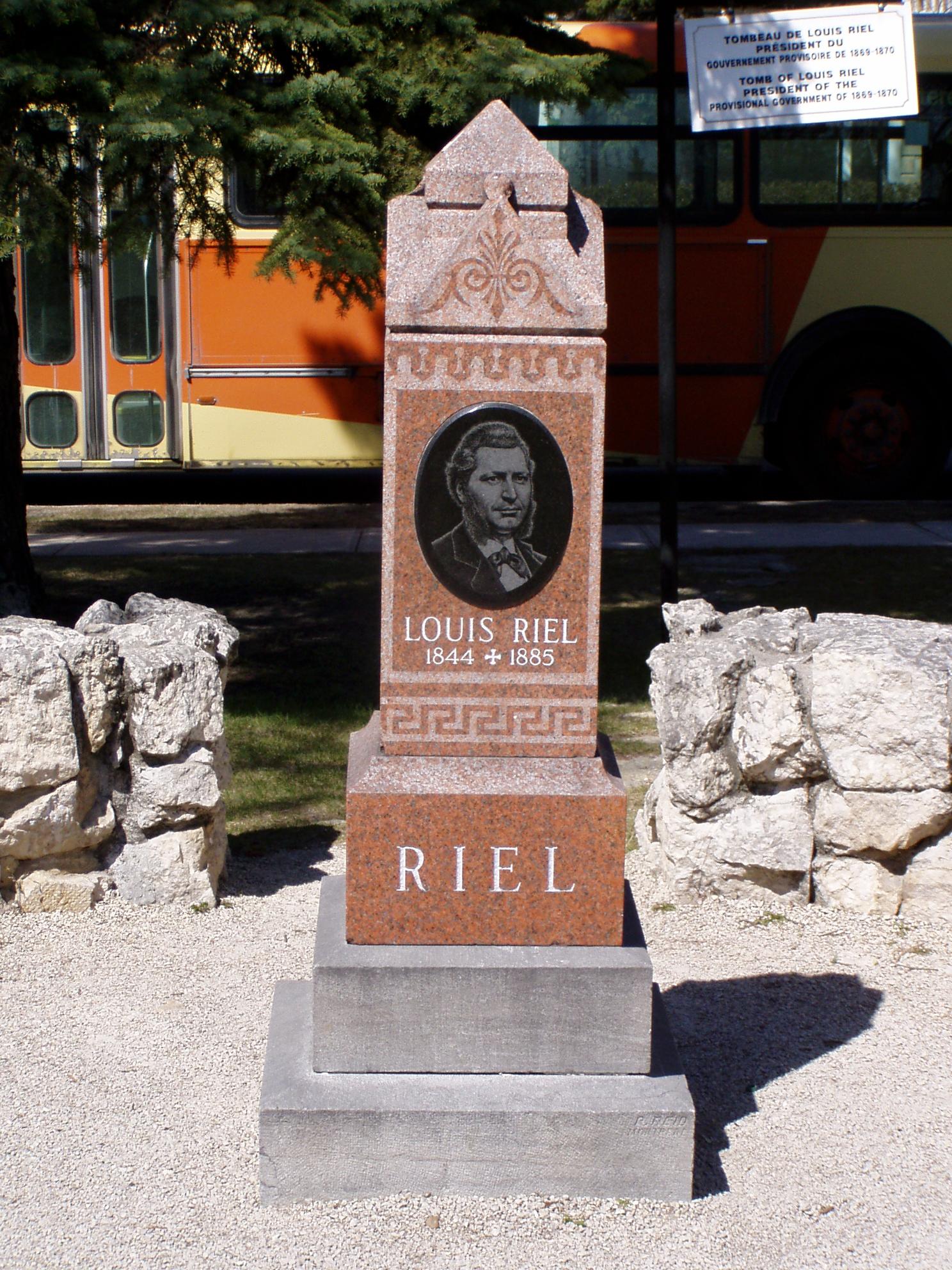
La tombe de Riel devant la cathédrale de St. Boniface.

Les demandes foncières des Métis de la Saskatchewan sont toutes accordées par le gouvernement avant la fin 1887, et le cadastre le long de la rivière réarrangé selon leurs vœux. Les Métis ne saisissent pas immédiatement la valeur de leurs nouvelles terres, et celles-ci sont rapidement acquises à vil prix par des spéculateurs qui en tirent de très larges plus-values. À bien des égards, les pires craintes de Riel se réalisent — après l'échec de la rébellion, le français et le catholicisme sont de plus en plus marginalisés dans la Saskatchewan et le Manitoba, comme le montre par exemple la Question des écoles du Manitoba à la fin du siècle. Les Métis sont de plus en plus souvent contraints à vivre sur des terres pauvres ou à proximité de réserves (mais pas dans celles-ci, n'ayant pas le statut d'Amérindiens). La Saskatchewan ne devient une province canadienne qu'en 1905, soit 20 ans après la Rébellion du Nord-Ouest.
La mort de Riel et la fermeté de Macdonald causèrent des troubles durables au Québec, et influencèrent sensiblement le débat politique canadien. Au Québec, Honoré Mercier profite du mécontentement local pour faire renaître son Parti national, ce dernier gagnant la majorité aux élections provinciales de 1886 aux dépens du Parti conservateur. L'élection fédérale de 1887 voit de même des gains de la part du Parti libéral, à nouveau aux dépens des conservateurs : Wilfrid Laurier devient Premier ministre après les élections générales de 1896, prélude à l'hégémonie de son parti sur la politique canadienne du XXe siècle.
L'influence durable de Riel sur la politique nationale est démontrée lorsque le 14 mars 1994, la députée Suzanne Tremblay du Bloc québécois propose la loi C-297, « Ce projet de loi a pour objet l'annulation de la déclaration de culpabilité de Louis David Riel pour haute trahison, et non pas simplement le pardon à titre posthume.» Cette loi aura pour objet le pardon, mais aussi la déculpabilisation de Louis Riel. La proposition est perçue dans la partie anglophone du pays comme une tentative de mobilisation des forces nationalistes québécoises à l'approche du référendum de 1995 sur la souveraineté de la Belle Province. Un débat mouvementé qui a remis en question le rôle de Riel dans l’histoire et la pertinence de la proposition. Le projet de loi a finalement été classé comme non prioritaire,,.

### Réhabilitation

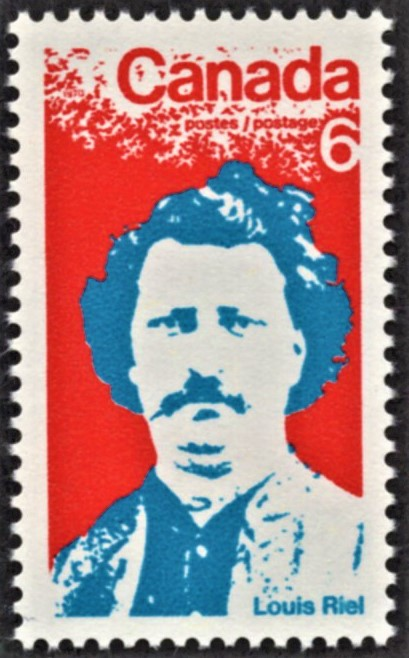
Timbre-poste du Canada, 1970.

L'image populaire d'un Louis Riel dément et traître à la nation, particulièrement répandue hors des communautés métisse et canadienne-française, a énormément évolué depuis la fin du XXe siècle. Le 10 mars 1992, le Parlement le désigne à l'unanimité comme le fondateur du Manitoba et, à ce titre, il est souvent présenté comme l'un des Pères de la Confédération.
La plupart des Canadiens le considèrent désormais comme un héros qui s'est levé pour les droits des siens face à la politique raciste du gouvernement, tandis que ceux qui soulignent sa fragilité mentale le considèrent toutefois comme une figure politique d'importance. Riel n'en reste pas moins une énigme humaine, étant à la fois, comme le souligne l'historien J.M.S. Careless, un meurtrier et un héros. Sa décision plutôt abrupte d'exécuter Scott peut également être vue comme un tournant décisif dans l'histoire de son peuple : peu après la Rébellion de la rivière Rouge, le gouvernement mit en place un programme cadastral qui permit aux colons et spéculateurs de rapidement spolier les Métis de leurs terres. Les relations entre ces derniers et Ottawa ayant été plutôt bonnes jusque-là, les Canadiens auraient pu être plus rigoureux dans l'application de leurs propres lois. De même, la défiance entre Métis et Canadiens empêcha la création du Manitoba en tant que province administrativement francophone (ou à tout le moins bilingue, à l'instar du Nouveau-Brunswick), isolant un peu plus le Québec dans sa solitude linguistique[réf. nécessaire].
La littérature euro-canadienne accorde paradoxalement une place plus importante à Riel que ne le fait la littérature métisse, probablement parce qu'il s'agit du seul personnage connu des non-Métis. Bien que ce point de vue soit loin d'être incontesté (et incontestable), plusieurs universitaires notent la ressemblance frappante entre l'attitude mystique de Riel et certains cultes millénaristes qui apparurent à la même époque. D'autres soulignent également son côté révolutionnaire. Dans les années 1960, le Front de libération du Québec alla jusqu'à baptiser l'une de ses cellules terroristes du nom de Louis Riel.

### Monuments et topologie

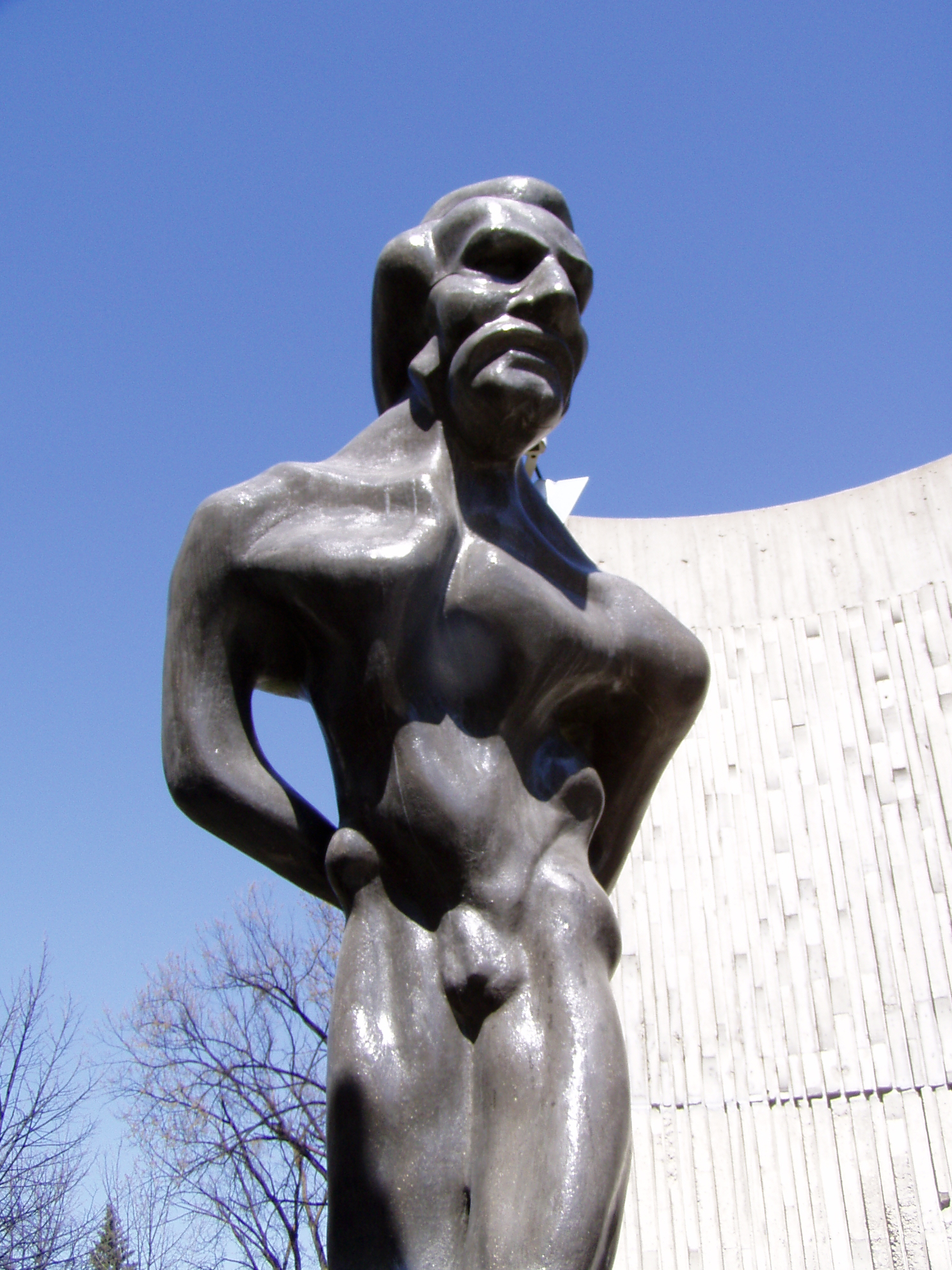
Statue de Louis Riel « torturé ».
Université de Saint-Boniface.

Une statue de Louis Riel est érigée sur la colline du Parlement d'Ottawa, et deux autres peuvent être vues à Winnipeg. L'une de ces dernières, œuvre de l'architecte Étienne Gaboury et du sculpteur Marcien Lemay, dépeint un Riel nu et torturé. Inaugurée en 1970, elle fit face à l'Assemblée législative du Manitoba pendant 23 ans, avant d'être déplacée vers le Collège universitaire de Saint-Boniface : nombreuses étaient les voix (notamment de Métis) se plaignant d'une représentation indigne et incorrecte. La statue fut remplacée en 1994 par une création de Miguel Joyal dépeignant un Riel homme d'État
Nombre de communautés et villages du Manitoba, de la Saskatchewan, de la Colombie-Britannique, de l'Ontario, et du Québec ont dédié rues, écoles et bâtiments publics à la mémoire de Louis Riel. Le centre étudiant (et le pub universitaire) de l'Université de la Saskatchewan à Saskatoon porte son nom. L'autoroute provinciale 11 de la même province (qui relie Regina et Prince Albert) a été baptisée du nom de Louis Riel Trail par le gouvernement ; la route passe près de nombre de lieux importants de la rébellion de 1885.
Louis Riel a été désigné personne d'importance historique nationale par la commission des lieux et monuments historiques du Canada en 1956. Quant à la maison maternelle, elle a été désignée lieu historique national en 1976, elle a aussi été acquise par Parcs Canada, qui l'a restauré dans son apparence de 1886.
Il y a aussi un monument devant Le musée de Saint-Boniface qui est un grand buste de la tête de louis Riel qui a été créé par l'artiste francophone Réal Bérard. Cette statue a été érigée à la fin de 1980.

### Le Prix Riel
Le Prix Riel, créé en 1983 par la Société franco-manitobaine, rend hommage à des francophones de la province canadienne du Manitoba qui, de façon remarquable, ont contribué, surtout bénévolement, au développement de la collectivité, tout en suscitant chez les leurs le goût de vivre en français.

### Arts, littérature, culture populaire

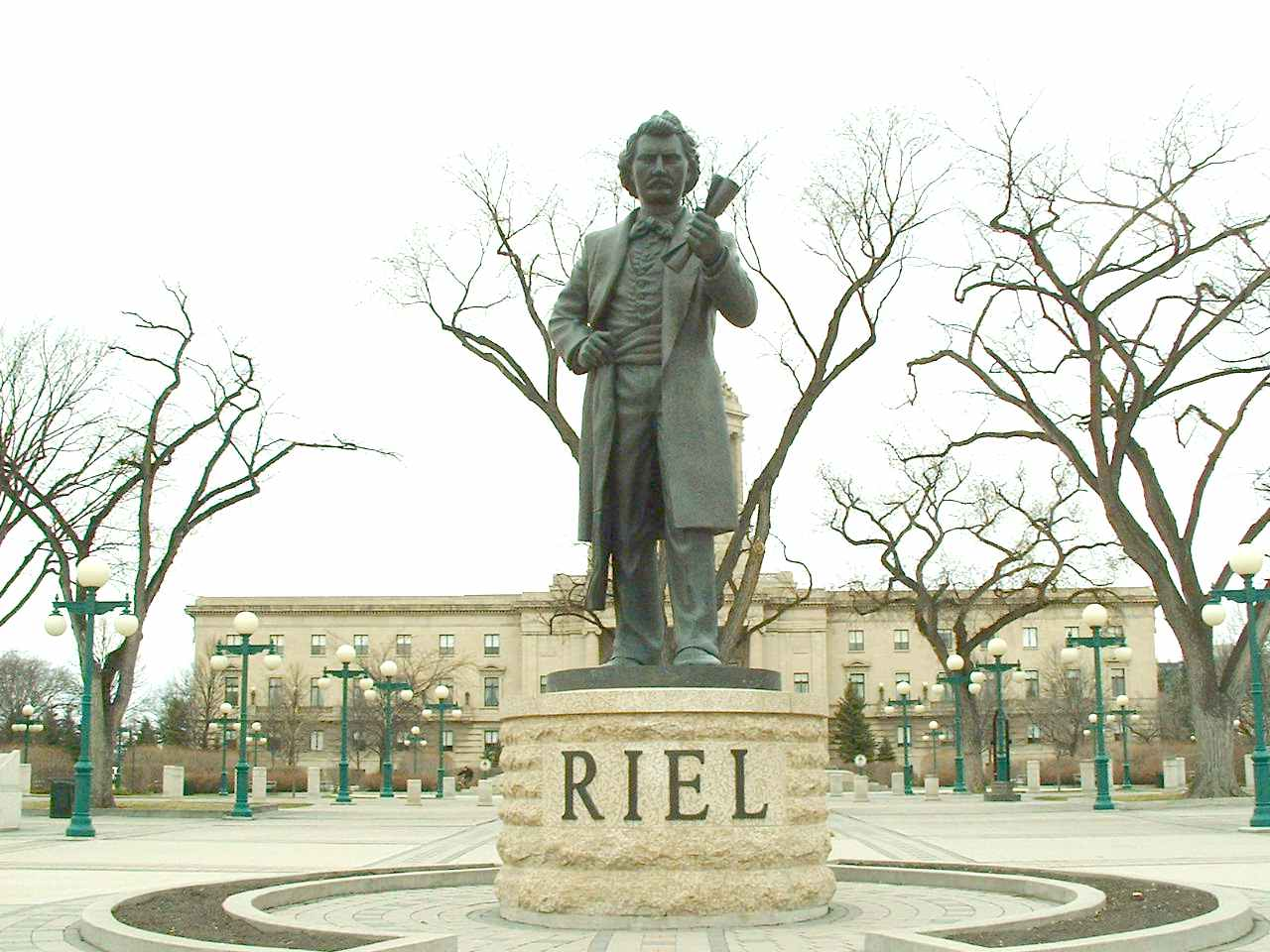
Statue de Louis Riel par Miguel Joyal, Winnipeg, Manitoba.

Les représentations les plus célèbres de Louis Riel incluent le téléfilm de 1979 sur la Rébellion de la rivière Rouge produit par Radio-Canada Télévision, ainsi que le roman BD de Chester Brown paru en 2003 Louis Riel l'insurgé.
Un opéra en trois actes intitulé Louis Riel fut commandé pour les cérémonies du centenaire de la confédération canadienne en 1967. Composé par Harry Somers, avec un livret de Mavor Moore et Jacques Languirand, il fut joué pour la première fois par la compagnie nationale d'opéra du Canada en septembre de la même année.
De la fin des années 1960 au début des années 1990, la ville de Saskatoon avait sa « Journée Louis Riel », une fête estivale avec course de relais combinant course à pied, avec sac à dos, en canoë, escalade et équitation (la fête incluait également un concours de dégustation de chou farci).
Un groupe rock canadien prit le nom d'Exovedate en 1994, celui-ci étant le nom du Conseil formé par Riel en 1885. Billy Childish écrivit également une chanson intitulée Louis Riel. Le groupe canadien The Ghost Is Dancing a également une chanson portant son nom sur leur album de 2009 Battles On.
En 1998, le compositeur et contrebassiste montréalais Normand Guilbeault écrit l'œuvre Riel Plaidoyer musical. L'œuvre pamphlétaire en vingt tableaux (narration, musique et projections) est construite à partir d'un métissage de plusieurs genres musicaux traditionnels et contemporains: compositions originales (jazz, musique actuelle), parties improvisées (solo, duo ou en groupe) et airs traditionnels d’époque arrangés par Guilbeault (gigues, chants autochtones, chansons canadiennes-françaises et musique militaire). Plaidoyer Musical Riel fût présenté d'abord à Victoriaville (FIMAV 1998), puis Montréal (performance endisquée : Ambiances Magnétiques CD 1999), Ottawa, dans diverses villes des Maritimes, Winnipeg, Regina, Calgary, Edmonton, Vancouver et Québec[réf. nécessaire].
Le 22 octobre 2003, CBC Newsworld et son équivalent francophone le Réseau de l'information diffusèrent une simulation du procès de Riel : les téléspectateurs étaient par la suite invités à voter « coupable » ou « non coupable » par internet. Sur les 10 000 votes reçus, 87 % se prononcèrent en faveur de la clémence. Les résultats de ce vote populaire renouvelèrent les appels au pardon posthume. De la même manière, l'émission de Radio-Canada La plus grande personnalité canadienne le classa sur la base de sondages au 11e rang des plus grands personnages historiques du pays.

## Littérature

### Écrit de Riel
- Mathias Carvalho (trad. Jean Morisset), Louis Riel, poèmes américains, Trois-Pistoles, Éditions Trois-Pistoles, 1997 (ISBN 2-921898-40-3)
- (fr + en) George F. G. Stanley et al, Les écrits complets de Louis Riel/The Collected Writings of Louis Riel, Edmonton, The University of Alberta Press,, 1985 (ISBN 0888640919)
- Gilles Martel, Glen Campbell et Thomas Flanagan, Louis Riel : Poésies de jeunesse, Saint-Boniface, Éditions du Blé, 1977, ré-éd. 2019 (ISBN 9782924378830)

### Roman, poésie, théâtre, musique, bande-dessinée
- Chester Brown. Louis Riel, l'insurgé, Paris : Casterman, 2004 [traduction de Louis Riel: A Comic-Strip Biography, Montréal : Drawn and Quarterly, 2003  (ISBN 1-896597-63-7)
- Zoran Vanjaka. Louis Riel, le père du Manitoba, Saint-Boniface (Man.) : Éditions des Plaines, 1996
- Joseph Kinsey Howard. Strange Empire, the story of Louis Riel, the Métis people, their struggle for a homeland…, Minnesota Historical Society Press, United States, 1994
- Jean-Jules Richard. Exovide, Louis Riel, Montréal, Éditions La Presse, 1972 (roman)
- Maurice Constantin-Weyer (qui a vécu 10 ans au Manitoba de 1904 à 1914) : La Bourrasque (1925).(traduction/adaptation en anglais en 1930 : A Martyr's Folly et nouvelle version en 1954, The Half-Breed)
- George Lemay. Chant du métis, Québec : des presses à vapeur de La Justice, 1886? (partition)
- Louis Fréchette. Le dernier des martyrs, 1885 (poème?)
- Hugo Pratt. Jésuite Joé, Dargaud éditeur, 1981 (bande dessinée)
- Harry Somers. Louis Riel, Toronto : Centrediscs, 1985 (drame musical en trois actes)